# Patrick Dewael

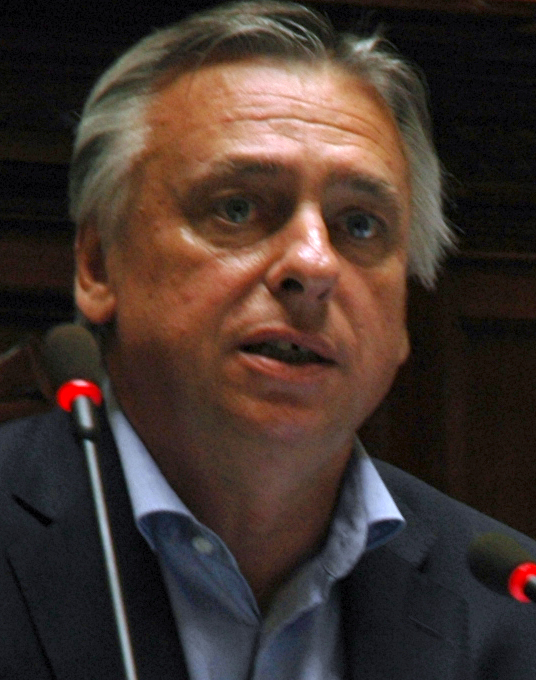
Patrick Dewael, 2009

Patrick Yvonne Hugo Dewael (* 13. Oktober 1955 in Lier) ist ein belgischer Politiker der Partei Open Vlaamse Liberalen en Democraten (VLD). Er war der dritte Ministerpräsident von Flandern (1999 bis 2003).

## Leben
Dewael besuchte zunächst das Koninklijk Atheneum in Tongern und ging anschließend an die Vrije Universiteit Brussel, die er 1977 mit einem Lizenziat in Rechtswissenschaften und Notariat verließ. Von 1978 bis 1985 war er als Anwalt tätig.
Seine politische Karriere begann Dewael als Vorsitzender des Liberaal Vlaams Studentenverbond an der VUB (1977). Anschließend wurde er politischer Sekretär des Jugendverbands der Partij voor Vrijheid en Vooruitgang und arbeitete 1980 im Büro seines Onkels, des ehemaligen Justizministers Herman Vanderpoorten.
1985 wurde Dewael zum Abgeordneten im Arrondissement Tongeren-Maaseik gewählt und zum Kulturminister in der Flämischen Exekutive (dem Vorgänger der Flämischen Regierung) ernannt. Dieses Amt hatte er bis 1992 inne und war anschließend Abgeordneter und Fraktionsvorsitzender der VLD in der belgischen Abgeordnetenkammer und somit Teil der Opposition gegen die Regierungen Dehaene I und II. Nach den Gemeinderatswahlen 1994 wurde Dewael im Januar 1995 zum Bürgermeister von Tongern ernannt.
Im Anschluss an die historische Wahlniederlage der CVP bei den Wahlen 1999 wurde in Flandern eine Koalition von VLD, SP, Agalev und der VU&ID gebildet, deren Vorsitzender Dewael als Ministerpräsident übernahm. Im Mai 2003 kandidierte Dewael für die VLD im Wahlkreis Limburg und verließ nach seiner Wahl die Flämische Regierung um in der Regierung Verhofstadt II das Amt des Innenministers und Vizepremierministers zu übernehmen.
Als Ministerpräsident von Flandern wurde Dewael am 22. Januar 2002 vom Rat der Europäischen Union als Mitglied des Ausschusses der Regionen für die Amtsperiode vom 26. Januar 2002 bis 25. Januar 2006 benannt. In dieser Funktion nahm er als Beobachter des Ausschusses der Regionen am Europäischen Konvent zur Ausarbeitung des europäischen Verfassungsvertrags teil.
Von März bis Dezember 2008 war Dewael stellvertretender Premierminister und Innenminister in der Regierung Leterme I. Anschließend löste er den neu ernannten Premierminister Herman Van Rompuy im Amt des Präsidenten der Abgeordnetenkammer ab. Am 20. Juli 2010 wurde er infolge der Wahlniederlage der Open VLD abgewählt und gab den Vorsitz der Kammer an André Flahaut (PS) ab. Nach den Föderalwahlen von 2014 wurde er am 30. Juni 2014 erneut zum Präsidenten der Abgeordnetenkammer ad interim gewählt. Mit dem Einsetzen der neuen Mitte-rechts-Koalition Mitte Oktober 2014 übernahm der N-VA-Politiker Siegfried Bracke das Amt des Kammervorsitzenden. Seit Juni 2019 ist er zum dritten Mal Parlamentspräsident.
Im Rahmen der Regierungsbildung nach der Parlamentswahl 2019 beauftragte König Philippe ihn am 19. Februar 2020 zusammen mit Sabine Laruelle, der Vorsitzenden des Senats, mit einer neuen Vermittlungsmission.

## Familie
Dewael stammt aus einem liberalen Umfeld. Sein Großvater ist Arthur Vanderpoorten und Marleen Vanderpoorten seine Cousine.
Er war verheiratet mit der Rechtsanwältin Marleen Van Doren, mit der er zwei Söhne und eine Tochter hat. Nachdem Koen Meulenaere – Journalist der Zeitschrift Knack – in seiner Kolumne Kwaad Bloed über eine Affäre zwischen Dewael und der VRT-Journalistin Greet Op de Beeck berichtet hatte, teilte Dewael in einer Presseerklärung vom 24. August 2005 mit, dass er sich scheiden ließe. Auf beruflicher Ebene hätten er und Greet Op de Beeck aber stets den nötigen Abstand gehalten.

## Auszeichnungen (Auszug)
- Großes Silbernes Ehrenzeichen am Bande für Verdienste um die Republik Österreich[6] (2002)

## Publikationen
- Eelt op mijn ziel, Antwerpen 2007, ISBN 978-90-5240-962-7
- Het Vlaams Manifest – Meer ruimte voor regio’s, Löwen 2002, ISBN 90-5617-416-9
- Wederzijds respect – De gevaren van het Blok, Antwerpen 2001, ISBN 90-5240-639-1
- Vooruitzien – Ideeën over een kleurrijk Vlaanderen, 2001
- De warme hand – Cultuur maakt het verschil, Löwen 1991, ISBN 90-6303-377-X